# Singkham Phongpratith
Singkham Phongpratith (ur. 10 października 1950) – laotański bokser, olimpijczyk.
Wystąpił na Letnich Igrzyskach Olimpijskich 1980 w wadze papierowej do 48 kg. W 1/16 finału zmierzył się z Wenezuelczykiem Pedro Nievesem, z którym przegrał przez RSC w pierwszej rundzie. 